# Trichoferus semipunctatus
Trichoferus semipunctatus är en skalbaggsart som beskrevs av Holzschuh 2003. Trichoferus semipunctatus ingår i släktet Trichoferus och familjen långhorningar. Inga underarter finns listade i Catalogue of Life.